# Diego Reyes
Diego Antonio Reyes (Cidade do México, 19 de setembro de 1992) é um futebolista mexicano, é jogador do Tigres UANL. Também joga pela selecção nacional mexicana de futebol.

## Clube e Selecção Nacional
Diego Reyes foi formado na academia do Club de Fútbol América e é actualmente uma das promessas do futebol mexicano. Foi convocado para a selecção de México Sub-17 e participou no Campeonato do Mundo de Sub-20, pela Selecção Nacional de Sub-20, conseguindo o terceiro lugar no torneio. Também já jogou pela equipa nacional do México de Sub-23 que participou nos jogos Pan-Americanos de 2011 e nas Qualificações Pré-Olímpicas da CONCACAF, que ganharam. Diego Reyes fez parte da equipa olímpica de futebol que ganhou a medalha de ouro nos jogos de Londres 2012. A 17 de Dezembro de 2012 foi anunciado que Reyes será transferido para o FC Porto durante o verão de 2013.

## Aparências Internacionais
Em julho de 2011
| 1. | 22 Junho 2011 | Estádio Hernán Ramírez Villegas, Pereira, Colômbia | Colômbia 0–0 (Amigável)         |
| 2. | 25 Junho 2011 | Estadio Olímpico Atahualpa, Quito, Equador         | Equador 0–1 (Amigável)          |
| 3. | 4 Julho 2011  | Estádio del Bicentenario, San Juan, Argentina      | Chile 1–2 (2011 Copa América)   |
| 4. | 8 Julho 2011  | Estadio Malvinas Argentinas, Mendoza, Argentina    | Peru 0–1 (2011 Copa América)    |
| 5. | 12 Julho 2011 | Estadio Ciudad de La Plata La Plata, Argentina     | Uruguai 0–1 (2011 Copa América) |

## Títulos
América
- Liga MX: Clausura 2013

Porto
- Primeira Liga: 2017–18

Tigres UANL
- CONCACAF Champions League: 2020
- Liga MX: Clausura 2023
- Campeones Cup: 2023

Mexico
- CONCACAF Cup: 2015
- CONCACAF Gold Cup: 2015, 2019

- Jogos Pan-Americanos: 2011
- Torneio Pré-Olímpico da CONCACAF Sub-23: 2012
- Torneio Internacional de Toulon : 2012
- Jogos Olímpicos: 2012

### Individual
- Melhor Novato do Torneio: Torneio Clausura 2011